# Мастакан (Драгомирешти)
Мастакан (рум. Mastacăn) насеље је у Румунији у округу Њамц у општини Драгомирешти. Oпштина се налази на надморској висини од 362 m.

## Становништво
Према подацима из 2002. године у насељу је живело 225 становника, од којих су сви румунске националности.